# Национални олимпијски комитет
Национални олимпијски комитет (НОК) је национално удружење и саставни део светског Олимпијског покрета. Национални комитети су подложни контроли Међународног олимпијског комитета (МОК) и одговорни су за организовање свог огранка у учествовању на Олимпијским играма а такође имају права номинације градова из свог домена за домаћина будућих олимпијских игара.
Национални комитети такође се залажу за промоцију и развој спортиста, тренера и званичника на националном нивоу.
Закључно са 2015. годином постоје 206 призната национална олимпијска комитета, који представљају суверене нације или географске регије. Свака од 193 државе пуноправних чланица Уједињених нација, као и једна (Палестина) од две државе (уз Ватикан) са статусом посматрача су чланице олимпијског покрета и имају Националне олимпијске комитете, уз 11 осталих територија, што укупно представља бројку од 206.
Територије које немају статус пуноправног чланица или посматрача Уједињених нација, а имају признат национални олимпијски комитет:
- Четири територије САД: Америчка Самоа, Гвам, Порторико и Америчка Девичанска Острва (као Девичанска острва од стране МОК)
- Три Британске прекоморске територије: Бермуда, Британска Девичанска Острва и Кајманска острва
- Аруба, земља која улази у састав Краљевине Холандије
- Кукова острва, самоуправна територија у слободној асоцијацији са Новим Зеландом
- Хонгконг, Специјални административни регион Народне републике Кине
- Тајван, као Кинески Тајпеј од стране МОК, територија са спорним статусом (независност признаје 21 од 193 чланице УН, НР Кина сматра својом територијом)
- Косово, територија са спорним статусом (независност признаје 108 од 193 чланице УН, Србија сматра својом територијом)

## Национални олимпијски комитети
Од 2023. године постоји 206 националних олимпијских комитета. Ту спадају свака од 193 државе чланице Уједињених нација, једна држава посматрач УН (Палестина), две државе без признања УН (Косово и Тајван) и једна придружена држава Новог Зеланда (Кукова острва).
Такође постоји девет зависних територија са признатим NOC-има: четири територије Сједињених Држава (Америчка Самоа, Гвам, Порторико и Девичанска острва Сједињених Држава), три британске прекоморске територије (Бермуда, Британска Девичанска острва, и Кeјманска острва), једна конститутивна држава Краљевине Холандије (Аруба) и један посебан административни регион Кине (Хонгконг).
Пре 1996. године, правила за признавање зависних територија или конститутивних земаља као засебних земаља у оквиру МОК-а нису била тако строга као она у оквиру Уједињених нација, што је дозвољавало тим територијама да региструју тимове одвојено од њихове суверене државе. Након амандмана на Олимпијску повељу из 1996. године, NOC признање може бити одобрено само након признања независне земље од стране међународне заједнице. Пошто се правило не примењује ретроактивно, зависним територијама и конституентним државама које су признате пре промене правила је дозвољено да наставе да шаљу одвојене тимове на Олимпијске игре, док Фарска острва и Макао шаљу своје параолимпијске тимове.
Једина држава која се тако квалификује да учествује у будућности је Ватикан, држава посматрач УН. Нијуе, још једна придружена држава Новог Зеланда, такође би могла да буде квалификована за учешће у будућности јер води сопствене спољне односе и учествује у неколико специјализованих агенција УН као и друге суверене државе. though this is unclear. Тренутно, све остале државе немају право да се придруже МОК-у, јер их већина земаља чланица Уједињених нација не признаје. Конститутивне земље и зависне територије као што су Курасао, Фарска острва, Гибралтар, Макао и Нова Каледонија такође више не могу бити признате, тако да спортисти са ових територија могу да учествују на Олимпијади само као део националног тима своје матичне нације. Ово правило важи и за територије које доживљавају промену статуса – Олимпијски комитет Холандских Антила је распуштен на 123. седници МОК-а у јулу 2011. пошто су Холандски Антили престали да постоје 2010. године.
За оне земље и територије које су део Комонвелта нација, њихови национални олимпијски комитети такође служе као чланови Асоцијације игара Комонвелта. Они су одговорни за организовање и надгледање својих репрезентација на Играма Комонвелта.

### NOC списак
Овај одељак наводи тренутне организације:
- 206 националних олимпијских комитета које признаје Међународни олимпијски комитет, а такође и чланови Асоцијације националних олимпијских комитета.
- 7 националних олимпијских комитета који су признати од стране њихових континенталних олимпијских асоцијација, али нису признати од сране Међународног олимпијског комитета (курзив).

Чланови ANOC-а имају право да учествују на Олимпијским играма. Неки национални олимпијски комитети који су чланови континенталне олимпијске асоцијације, али нису чланови ANOC-а, такмиче се на турнирима на континенталном и субрегионалном нивоу. Овим комитетима, међутим, није дозвољено да учествују на Олимпијским играма.
Национални олимпијски комитети су чланови Асоцијације националних олимпијских комитета (АНОК) који је подељен у пет континенталних асоцијација:
| Континент | Континент                               | Асоцијација                                         | НОК               | Најстарији НОК                                               | Најмлађи НОК       |
| --------- | --------------------------------------- | --------------------------------------------------- | ----------------- | ------------------------------------------------------------ | ------------------ |
|           | Африка                                  | Асоцијација националних олимпијских комитета Африке | 54                | Египат (1910)                                                | Јужни Судан (2015) |
| Америка   | Панамеричке спортске организације       | 41                                                  | САД (1894)        | Доминика (1993) Сент Китс и Невис (1993) Света Луција (1993) |                    |
| Азија     | Олимпијски савет Азије                  | 44                                                  | Јапан (1912)      | Источни Тимор (2003)                                         |                    |
| Европа    | Европски олимпијски комитети            | 50                                                  | Француска (1894)  | Косово (2014)                                                |                    |
| Океанија  | Национални олимпијски комитети Океаније | 17                                                  | Аустралија (1895) | Тувалу (2007)                                                |                    |

#### Африка (ANOCA)
| - Алжир1 2 - Ангола - Бенин - Боцвана - Буркина Фасо - Бурунди - Камерун - Зеленортска Острва - Централноафричка Република - Чад - Комори1 - Конго - ДР Конго | - Џибути1 - Египат12 - Екваторијална Гвинеја - Еритреја - Есватини - Етиопија - Габон - Гамбија - Гана - Гвинеја - Гвинеја Бисао - Обала Слоноваче - Кенија - Лесото | - Либерија - Либија12 - Мадагаскар - Малави - Мали - Мауританија1 - Маурицијус - Мароко12 - Мозамбик - Намибија - Нигер - Нигерија - Руанда - Сао Томе и Принсипе | - Сенегал - Сејшели - Сијера Леоне - Сомалија1 - Јужна Африка - Јужни Судан - Судан1 - Танзанија - Того - Тунис12 - Уганда - Замбија - Зимбабве |

1: Национални олимпијски комитет је члан UANOC.

2: Национални олимпијски комитет је члан CIJM.

#### Америка (Panam Sports)
| - Антигва и Барбуда - Аргентина - Аруба - Бахами - Барбадос - Белизе - Бермуда - Боливија - Бразил - Британска Девичанска Острва - Канада | - Кајманска острва - Чиле - Колумбија - Костарика - Куба - Доминика - Доминиканска Република - Еквадор - Ел Салвадор - Гренада - Гватемала | - Гвајана - Хаити - Хондурас - Јамајка - Мексико - Никарагва - Панама - Парагвај - Перу - Порторико - Сент Китс и Невис | - Света Луција - Сент Винсент и Гренадини - Суринам - Тринидад и Тобаго - Сједињене Државе - Уругвај - Венецуела - Америчка Девичанска Острва |

#### Азија (OCA)
| - Авганистан - Бахреин1 - Бангладеш - Бутан - Брунеј - Камбоџа - Кина - Хонгконг, Кина - Индија - Индонезија - Иран - Ирак1 | - Јапан - Јордан1 - Казахстан - Северна Кореја - Јужна Кореја - Кувајт1 - Киргистан - Лаос - Либан14 - Макао, Кина2 - Малезија - Малдиви | - Монголија - Мјанмар - Непал - Оман1 - Пакистан - Палестина1 - Филипини - Катар1 - Саудијска Арабија1 - Сингапур - Шри Ланка - Сирија14 | - Кинески Тајпеј3 - Таџикистан - Тајланд - Источни Тимор - Туркменистан - Уједињени Арапски Емирати1 - Узбекистан - Вијетнам - Јемен1 |

1: Национални олимпијски комитет је члан UANOC.

2: Национални олимпијски комитет је члан OCA али није члан ANOC.

3: Званично име које користе IOC, ANOC и OCA заe  Републику Кину (Тајван).

4: Национални олимпијски комитет је члан CIJM.

#### Европа (EOC)
| - Албанија2 - Андора2 - Јерменија - Аустрија - Азербејџан - Белорусија - Белгија - Босна и Херцеговина2 - Бугарска - Хрватска2 - Кипар2 - Чешка - Данска | - Естонија - Финска - Француска2 - Грузија - Немачка - Велика Британија - Грчка2 - Мађарска - Исланд - Ирска - Израел1 - Италија2 - Косово2 | - Летонија - Лихтенштајн - Литванија - Луксембург - Малта2 - Молдавија - Монако 2 - Црна Гора 2 - Холандија - Северна Македонија 2 - Норвешка - Пољска - Португалија 2 | - Румунија - Руска Федерација - Сан Марино 2 - Србија 2 - Словачка - Словенија 2 - Шпанија 2 - Шведска - Швајцарска - Турска 2 - Украјина |

1: Израел је био члан OCA, али је напустио организацију 1981. Он се поново придружио EOC 1994. године

2: Национални олимпијски комитет је члан CIJM.

#### Океанија (ONOC)
| - Америчка Самоа - Аустралија - Кукова Острва - Фиџи - Гвам - Кирибати | - Маршалска Острва - Микронезија - Науру - Нова Каледонија1 - Нови Зеланд - Нијуе1 | - Острво Норфок1 - Северна Маријанска Острва1 - Палау - Папуа Нова Гвинејаa - Самоа - Соломонова Острва | - Француска Полинезија1 - Тонга - Тувалу - Вануату - Валис и Футуна1 |

1: Национални олимпијски комитет је придружени члан ONOC али није члан ANOC.

## Непризнати национални олимпијски комитети
Фарска острва и Макао имају признате Националне параолимпијске комитете и такмиче се на Параолимпијским играма. Међутим, МОК не признаје Национални олимпијски комитет ових територија, тако да они не могу да учествују на Олимпијади. Макао остаје признат од стране Олимпијског савета Азије и учествује на Азијским играма.
Друге постојеће земље/региони са непризнатим олимпијским комитетима: Каталонија, Гибралтар, Француска Полинезија, Нијуе, Нова Каледонија, Курасао, Гвадалуп, Француска Гвајана, Мартиник, Синт Мартен, Северна Маријанска острва, Ангвила, Монсерат, острва Теркс и Кејкос, Придњестровље, Курдистан, Северни Кипар, Сомалиленд, Абхазија и Индијанци.
Године 2014, објављено је да Јужна Осетија намерава да оснује Национални олимпијски комитет.